# Wahlkreis Motherwell and Wishaw (Schottisches Parlament)
| Motherwell and Wishaw                    |
| ---------------------------------------- |
| Motherwell and Wishaw · Central Scotland |
| Gebildet                                 |
| 1999                                     |
| Abgeordneter                             |
| Clare Adamson (SNP)                      |
| Regionen                                 |
| North Lanarkshire                        |

Motherwell and Wishaw ist ein Wahlkreis für das Schottische Parlament. Er wurde 1999 als einer von zehn Wahlkreisen der Wahlregion Central Scotland eingeführt. Er umfasst Gebiete der Council Area North Lanarkshire. Motherwell und Wishaw sind die beiden bedeutenden Städte innerhalb des Wahlkreises. Im Zuge der Revision der Wahlkreise im Jahre 2011 wurden geringe Veränderungen am Grenzverlauf zu den benachbarten Wahlkreisen vorgenommen. Der Wahlkreis entsendet einen Abgeordneten.
Der Wahlkreis erstreckt sich über eine Fläche von 81,8 km2. Im Jahre 2020 lebten 76.352 Personen innerhalb seiner Grenzen.

## Wahlergebnisse

### Parlamentswahl 1999
| Ergebnisse der Parlamentswahl 1999 | Ergebnisse der Parlamentswahl 1999 | Ergebnisse der Parlamentswahl 1999 | Ergebnisse der Parlamentswahl 1999 |
| Partei                             | Kandidat                           | Stimmen                            | %                                  |
| ---------------------------------- | ---------------------------------- | ---------------------------------- | ---------------------------------- |
| Labour                             | Jack McConnell                     | 13.925                             | 46,0                               |
| SNP                                | Jim McGuigan                       | 8879                               | 29,2                               |
| Conservative                       | William Gibson                     | 3694                               | 12,2                               |
| Socialist Labour                   | John Milligan                      | 1941                               | 6,4                                |
| Liberal Democrats                  | Rodger Spillane                    | 1895                               | 6,3                                |
| Wahlbeteiligung: 30.364 (57,14 %)  |                                    |                                    |                                    |

### Parlamentswahl 2003
| Ergebnisse der Parlamentswahl 2003 | Ergebnisse der Parlamentswahl 2003 | Ergebnisse der Parlamentswahl 2003 | Ergebnisse der Parlamentswahl 2003 | Ergebnisse der Parlamentswahl 2003 |
| Partei                             | Kandidat                           | Stimmen                            | %                                  | ±                                  |
| ---------------------------------- | ---------------------------------- | ---------------------------------- | ---------------------------------- | ---------------------------------- |
| Labour                             | Jack McConnell                     | 13.739                             | 54,1                               | +8,1                               |
| SNP                                | Lloyd Quinan                       | 4480                               | 17,7                               | −11,5                              |
| Conservative                       | Mark Nolan                         | 2542                               | 10,0                               | −2,2                               |
| Socialist                          | John Milligan                      | 1961                               | 7,7                                | +1,3                               |
| Scottish Senior Citizens           | John Swinburne                     | 1597                               | 6,3                                | +6,3                               |
| Liberal Democrats                  | Keith Legg                         | 1069                               | 4,2                                | −2,1                               |
| Wahlbeteiligung: 25.388 (49,03 %)  |                                    |                                    |                                    |                                    |

### Parlamentswahl 2007
| Ergebnisse der Parlamentswahl 2007 | Ergebnisse der Parlamentswahl 2007 | Ergebnisse der Parlamentswahl 2007 | Ergebnisse der Parlamentswahl 2007 | Ergebnisse der Parlamentswahl 2007 |
| Partei                             | Kandidat                           | Stimmen                            | %                                  | ±                                  |
| ---------------------------------- | ---------------------------------- | ---------------------------------- | ---------------------------------- | ---------------------------------- |
| Labour                             | Jack McConnell                     | 12.574                             | 48,1                               | −6,0                               |
| SNP                                | Marion Fellows                     | 6636                               | 25,4                               | +7,7                               |
| Conservative                       | Diane Huddleston                   | 1990                               | 7,6                                | −2,4                               |
| Scottish Senior Citizens           | John Swinburne                     | 1702                               | 6,1                                | −0,2                               |
| Liberal Democrats                  | Stuart Douglas                     | 1570                               | 6,0                                | +1,8                               |
| Scottish Christian                 | Thomas Selfridge                   | 1491                               | 5,7                                | +5,7                               |
| Anti-Trident Party                 | Richard Leat                       | 187                                | 0,7                                | +0,7                               |
| Wahlbeteiligung: 26.150 (48,08 %)  |                                    |                                    |                                    |                                    |

### Parlamentswahl 2011
| Ergebnisse der Parlamentswahl 2011 | Ergebnisse der Parlamentswahl 2011 | Ergebnisse der Parlamentswahl 2011 | Ergebnisse der Parlamentswahl 2011 | Ergebnisse der Parlamentswahl 2011 |
| Partei                             | Kandidat                           | Stimmen                            | %                                  | ±                                  |
| ---------------------------------- | ---------------------------------- | ---------------------------------- | ---------------------------------- | ---------------------------------- |
| Labour                             | John Pentland                      | 10.731                             | 43,8                               | −4,3                               |
| SNP                                | Clare Adamson                      | 10.126                             | 41,4                               | +16,0                              |
| Conservative                       | Robert Burgess                     | 1753                               | 7,2                                | −0,4                               |
| Scottish Senior Citizens           | John Swinburne                     | 945                                | 3,9                                | −2,2                               |
| Scottish Christian                 | Thomas Selfridge                   | 547                                | 2,2                                | −3,5                               |
| Liberal Democrats                  | Beverley Hope                      | 367                                | 1,5                                | −4,5                               |
| Wahlbeteiligung: 24.451 (45,61 %)  |                                    |                                    |                                    |                                    |

### Parlamentswahl 2016
| Ergebnisse der Parlamentswahl 2016 | Ergebnisse der Parlamentswahl 2016 | Ergebnisse der Parlamentswahl 2016 | Ergebnisse der Parlamentswahl 2016 | Ergebnisse der Parlamentswahl 2016 |
| Partei                             | Kandidat                           | Stimmen                            | %                                  | ±                                  |
| ---------------------------------- | ---------------------------------- | ---------------------------------- | ---------------------------------- | ---------------------------------- |
| SNP                                | Clare Adamson                      | 15.291                             | 52,5                               | +11,1                              |
| Labour                             | John Pentland                      | 9.068                              | 31,1                               | −12,7                              |
| Conservative                       | Meghan Gallacher                   | 3.991                              | 13,7                               | +6,5                               |
| Liberal Democrats                  | Yvonne Finlayson                   | 761                                | 2,6                                | +1,1                               |
| Wahlbeteiligung: (51,0 %)          |                                    |                                    |                                    |                                    |

### Parlamentswahl 2021
| Ergebnisse der Parlamentswahl 2021 | Ergebnisse der Parlamentswahl 2021 | Ergebnisse der Parlamentswahl 2021 | Ergebnisse der Parlamentswahl 2021 | Ergebnisse der Parlamentswahl 2021 |
| Partei                             | Kandidat                           | Stimmen                            | %                                  | ±                                  |
| ---------------------------------- | ---------------------------------- | ---------------------------------- | ---------------------------------- | ---------------------------------- |
| SNP                                | Clare Adamson                      | 18.156                             | 53,2                               | +0,7                               |
| Labour                             | Martine Nolan                      | 10.343                             | 30,3                               | −0,8                               |
| Conservative                       | Nathan Wilson                      | 4.472                              | 13,1                               | −0,6                               |
| Liberal Democrats                  | Martin Veart                       | 557                                | 1,6                                | −1,0                               |
| Libertarian                        | Mark Meechan                       | 254                                | 0,7                                | +0,7                               |
| Communist                          | Daniel Lambe                       | 194                                | 0,6                                | +0,6                               |
| UKIP                               | Neil Wilson                        | 173                                | 0,5                                | +0,5                               |
| Wahlbeteiligung: 59 %              |                                    |                                    |                                    |                                    |